# Misie sui iuris I-li
Misie sui iuris I-li byla misie římskokatolické církve, nacházející se v Číně.

## Historie
Roku 1320 byla založena diecéze Ili-baluk, a to z části území arcidiecéze Khanbaliq.
Roku 1330 byla diecéze zrušena.
Roku 1898 byla obnovena jako misie sui iuris I-li.
Roku 1922 byla opět zrušena.

## Seznam superiorů
- Giovanni Battista Steeneman, C.I.C.M. (1898–1918)
- Giuseppe Hoogers, C.I.C.M. (1918–1922)